# Grand Café (Oslo)

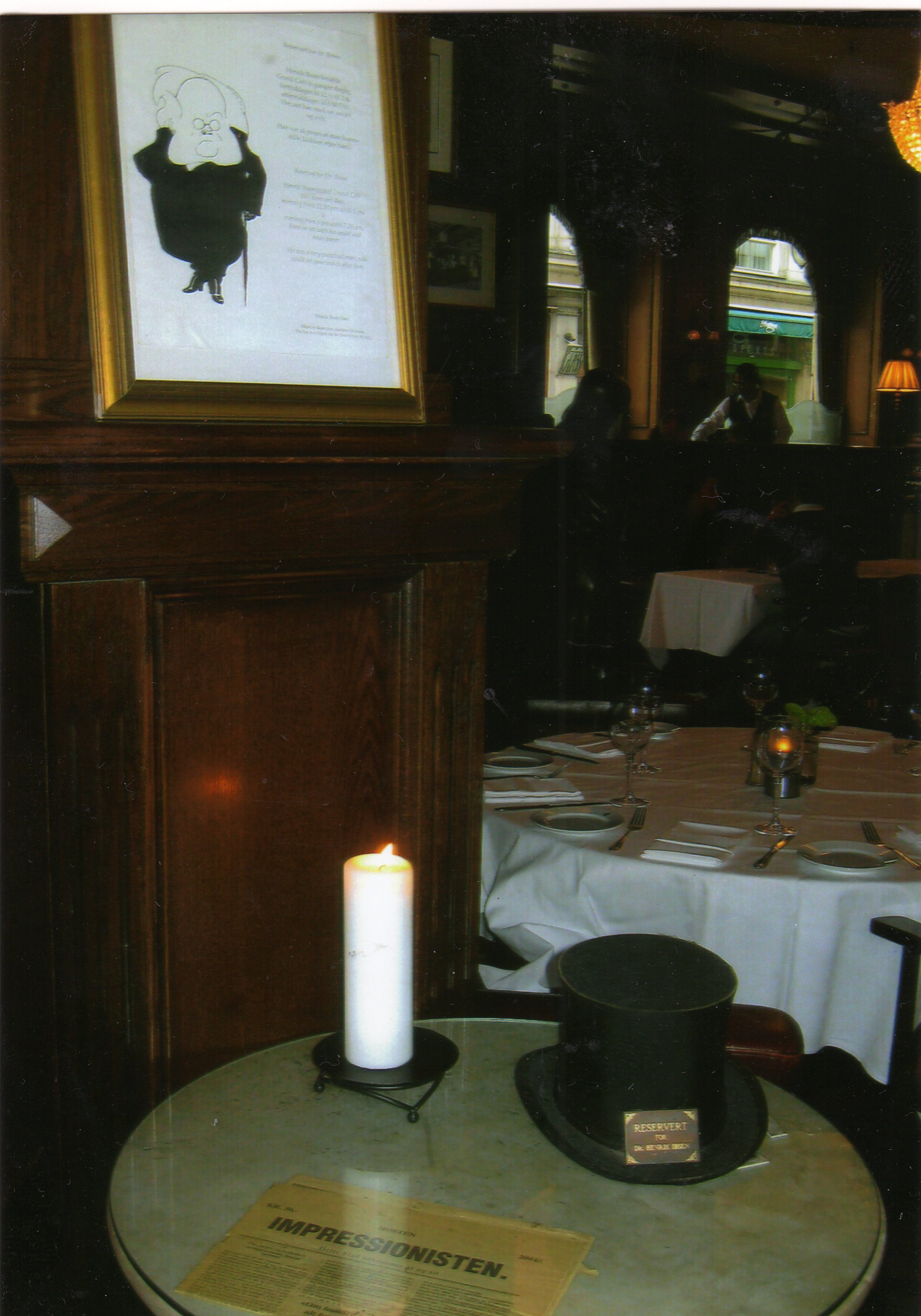
Henrik Ibsens Stammtisch und Zylinderhut im Grand Café

Das Grand Café in Oslo ist ein traditionelles Kaffeehaus. Es wurde 1874 von dem Konditor Julius Fritzner gegründet und befindet sich im Gebäude des Grand Hotels an der Adresse Karl Johans gate Nr. 31 gegenüber dem Storting.

## Geschichte
Das Café wurde speziell nach dem Umbau zu Ende der 1870er Jahre zum beliebten Treffpunkt der Größen aus Politik und Kunst im damaligen Kristiania. Dennoch wechselten die Betreiber relativ häufig, die ökonomische Situation war gelegentlich angespannt, und das Lokal musste mehrfach von der Brauerei Schous finanziell gerettet werden. Ein Bild von Per Krohg aus 1928, das nach einem Umbau des Cafés auf Kosten von Schous 1932 in diesem angebracht wurde, zeigt etwa zwei Dutzend der Stammgäste der 1890er-Jahre, unter ihnen Edvard Munch und Henrik Ibsen. Lange wurde Ibsens Stammtisch und sein Original-Zylinder im Lokal gezeigt. Das Grand Café fungierte vor seiner Schließung 2015 auch als Frühstücksrestaurant des zugehörigen Hotels. Am 31. August 2015 wurde es geschlossen, im Oktober 2016 wiedereröffnet.

## Weblink
- Website